# Población de Campos
Población de Campos – gmina w Hiszpanii, w prowincji Palencia, w Kastylii i León, o powierzchni 23,26 km². W 2011 roku gmina liczyła 136 mieszkańców.